# Melis Ayda Uyar
Melis Ayda Uyar (* 1. Februar 2003) ist eine türkische Tennisspielerin.

## Karriere
Uyar begann mit fünf Jahren das Tennisspielen und bevorzugt Hartplätze. Sie spielt bislang ausschließlich auf der ITF Women’s World Tennis Tour, wo sie bereits vier Titel im Doppel gewinnen konnte.
2021 stand sie im Finale des ITF J3 Belek Cup in Antalya und gewann die Doppelkonkurrenz.

## Turniersiege

### Doppel
| Nr. | Datum            | Turnier | Kategorie | Belag | Partnerin      | Finalgegnerinnen                      | Ergebnis          |
| --- | ---------------- | ------- | --------- | ----- | -------------- | ------------------------------------- | ----------------- |
| 1.  | 15. Januar 2022  | Antalya | ITF W15   | Sand  | Doğa Türkmen   | Darja Schalamanowa Beatris Spassowa   | 2:6, 6:2, [10:8]  |
| 2.  | 22. Januar 2022  | Antalya | ITF W15   | Sand  | Doğa Türkmen   | Julija Stamatowa Stéphanie Visscher   | 6:75, 6:4, [10:4] |
| 3.  | 5. Februar 2022  | Antalya | ITF W15   | Sand  | Doğa Türkmen   | Jewgenija Burdina Alexandra Pospelowa | 4:6, 7:64, [10:7] |
| 4.  | 22. Oktober 2022 | Antalya | ITF W15   | Sand  | Celine Simunyu | Tamara Čurović Bojana Marinković      | 6:4, 3:6, [10:6]  |